# Rio Eure
O rio Eure é um rio da região da Normandia, no norte de França, com uma extensão de 229 km. É afluente do rio Sena pela margem esquerda e dá nome ao departamento de Eure.
Nesce em Marchainville, no departamento de Orne, e junta-se ao rio Sena perto de Pont-de-l'Arche. Há dois départements que recebem o seu nome, de nomes Eure e Eure-et-Loir.
Entre as localidades que banha estão:
- Orne (61): Marchainville, La Lande-sur-Eure, Neuilly-sur-Eure.
- Eure-et-Loir (28): Courville-sur-Eure, Saint-Georges-sur-Eure, Fontenay-sur-Eure, Chartres, Saint-Prest, Maintenon, Nogent-le-Roi, Mézières-en-Drouais, Cherisy, Anet.
- Eure (27): Ivry-la-Bataille, Garennes-sur-Eure, Bueil, Merey, Pacy-sur-Eure, Ménilles, Chambray, Croisy-sur-Eure, Autheuil-Authouillet, Acquigny, Louviers, Le Vaudreuil, Pont-de-l'Arche, Martot.

Os seus principais afluentes são o Avre e o Iton.